# Praelacazina
Praelacazina es un género de foraminífero bentónico de la subfamilia Miliolinellinae, de la familia Hauerinidae, de la superfamilia Milioloidea, del suborden Miliolina y del orden Miliolida. Su especie tipo es Biloculina fragilis. Su rango cronoestratigráfico abarca el Maastrichtiense (Cretácico superior).

## Clasificación
Praelacazina incluye a las siguientes especies:
- Praelacazina fragilis †
- Praelacazina globularis †